# 畑上の大トチノキ
畑上の大トチノキ（はたがみのおおトチノキ）は、兵庫県豊岡市畑上にあるトチノキの巨木である。国の天然記念物に指定されている。

## 概要
樹勢は1951年（昭和26年）の指定当時と比べて衰えてきているとされるが、幹周7.2m、下部の根回り13.5m、樹高30mを誇る。根元には大きな開口部がある。

## 言い伝え
古くから海で働く漁師の目標物で、海が荒れた夜には天狗が樹上で燈火を照らし、漁船の目印になっていたという。

## 交通アクセス
- 山陰本線城崎温泉駅からイナカー「畑上」で下車。林道を南進すると案内板があり、これにしたがって小川を渡り、山中の小道をさらに上る。豊岡市内の山林ではクマが出没することがあるので注意。

## 引用文献
- 橋本光政『ひょうごの巨樹・巨木100選』、社団法人兵庫県林業会議・社団法人兵庫県治山林道協会、2005年